# Szilárd Bogdánffy
Szilárd Ignác Bogdánffy, alternativ Constantin Ignațiu Bogdánffy (n. 21 februarie 1911, Crna Bara, Banatul de Nord, Čoka Municipality⁠(d), Banatul de Nord, Serbia – d. 3 octombrie 1953, Aiud, România) a fost un episcop romano-catolic auxiliar de Satu Mare și Oradea, deținut politic de la 14 februarie 1949 până la sfârșitul vieții. A fost beatificat în data de 30 octombrie 2010. Este sărbătorit în ziua de 3 octombrie.

## Originea și studiile
Szilárd Bogdánffy s-a născut la data de 21 februarie 1911 în localitatea Feketetó din Banatul de Nord (pe atunci în comitatul Torontal din Austro-Ungaria, astăzi în Serbia), unde tatăl său îndeplinea funcția de învățător.
A fost botezat în data de 6 martie 1911 în biserica parohialǎ din Csóka, naș de botez fiindu-i chiar preotul paroh. A primit la botez numele de Szilárd, forma maghiară de la Constantin, prenumele preotului paroh, și Ignác, prenumele tatǎlui.
În anul 1920 întreaga familie s-a mutat în Cruceni, unde tatăl lui Szilárd Bogdánffy a primit un nou post de învățător.
În 1925 s-a mutat la Timișoara, împreună cu părinții săi. Au locuit în cartierul Elisabetin, pe strada Romulus.
În anul 1925 s-a înscris la studii la Gimnaziul Piarist din Timișoara, iar în anul 1929 s-a înscris la Seminarul Teologic din Oradea. A fost hirotonit ca diacon la 5 februarie 1934. Apoi a fost hirotonit preot romano-catolic în Catedrala din Oradea, la 29 iunie 1934, de către episcopul István Fiedler.

## Activitatea
În perioada 1935-1939 a fost profesor la Gimnaziul Catolic din Oradea și duhovnic la Mănăstirea Ursulinelor din același oraș.
Bogdánffy a fost citat în anul 1939 de către serviciile secrete românești ca unul dintre membrii cu sarcini importante în organizarea și activitatea Organizației de Autoapărare din Valea lui Mihai, organizație pregătită să întâmpine armata ungară prin atentate împotriva autorităților și populației românești.
În octombrie 1939 a fost arestat, iar la 21 decembrie 1939 a fost trecut peste graniță împreună cu alți 35 de deținuți, dintre care 14 preoți romano-catolici. Bogdánffy fusese denunțat de un elev al său, pe nume Ludovic Sahy, pe care l-a sfătuit să rupă legăturile cu organizația șovină Rongyos Gárda (Garda Zdrențăroșilor) la care aderase. Ulterior, episcopul a subliniat că elevul său a efectuat denunțul doar pentru că, arestat în aceeași zi, spera să-și ușureze astfel situația la anchetă.
În perioada septembrie 1940-iunie 1943 a efectuat studii de doctorat în filosofie și dogmatică la Universitatea Pázmány Péter din Budapesta, obținând titlul de doctor în teologie la 26 iunie 1943. Teza sa de doctorat a avut titlul „Apocaliptica sinoptică”. Reîntors în România, în anul 1944, a fost numit profesor la Gimnaziul Catolic „Szent József” din Oradea. În aprilie 1947 a fost ridicat la rangul de canonic al Catedralei Episcopale din Oradea și numit vicar episcopal.
A fost consacrat în clandestinitate ca episcop-auxiliar de Satu Mare și Oradea la 14 februarie 1949, la vârsta de 38 ani, în Capela Nunțiaturii Apostolice din București, de către episcopul Gerald Patrick O'Hara de Savannah, Georgia, (SUA), regent al Nunțiaturii Apostolice din România.
Autoritățile comuniste au încercat, prin toate mijloacele, să-l convingă să „colaboreze”. Pentru că n-a fost de acord să-și trădeze semenii, Bogdánffy a ajuns în închisoarea securității din Oradea (3 septembrie 1949). În anul 1951 a fost transferat la Jilava, trimis apoi la muncă silnică în mina de plumb de la Sighetul Marmației și mutat un an mai târziu în colonia de muncă de la Capu Midia. În anul 1953 a fost condamnat de tribunalul militar din Oradea la 12 ani de muncă silnică și dus în celula 120 a închisorii Aiud, unde a supraviețuit doar o lună.
Episcopul greco-catolic Ioan Ploscaru l-a amintit în memoriile sale drept blând și modest. Pentru disponibilitatea sa de a-i ajuta pe ceilalți, a fost supus la torturi și izolat la „neagra” (celulă pentru un singur deținut, fără ferestre și fără posibilitatea așezării pe orizontală), unde rezistența umană era încercată la limitele extreme ale supraviețuirii.
Szilárd Bogdánffy a murit în închisoarea din Aiud la 2 octombrie 1953, la vârsta de 42 ani.

## Procesul de beatificare

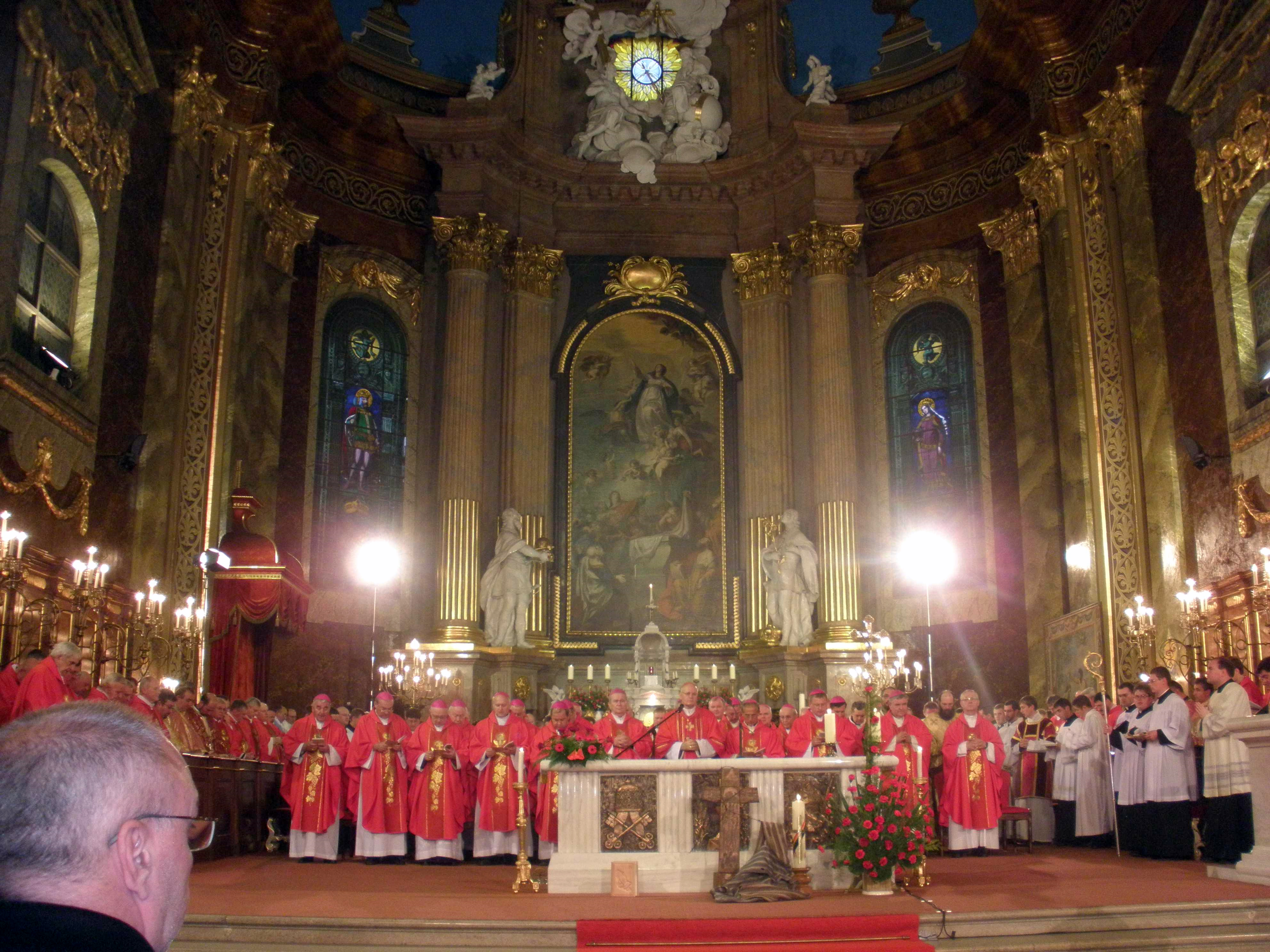
Liturghia de beatificare, Catedrala din Oradea, 30 octombrie 2010

La 27 martie 2010 papa Benedict al XVI-lea a aprobat promulgarea decretului privitor la martiriul episcopului Szilárd Bogdánffy, la propunerea Congregației pentru Cauzele Sfinților. Beatificarea a avut loc în data de 30 octombrie 2010 la Oradea. Arhiepiscopul Angelo Amato, prefectul Congregației pentru Cauzele Sfinților, a dat citire decretului de beatificare. Celebrarea liturgică a fost prezidată de cardinalul Péter Erdő, primatul Ungariei, la invitația lui László Böcskei, episcop romano-catolic de Oradea, în Bazilica "Sf. Maria". Episcopul Bogdánffy este primul martir pentru credință al Bisericii Romano-Catolice din România din timpul prigoanei comuniste, care a fost ridicat la cinstea altarelor. Sărbătoarea sa a fost fixată pentru ziua de 3 octombrie.
Duminică, 31 octombrie 2010, papa Benedict al XVI-lea i-a anunțat pe credincioșii adunați în Piața "Sfântul Petru" din Roma cu privire la beatificare (în limba italiană): „Ieri, în catedrala din Oradea Mare în România, cardinalul Peter Erdö l-a proclamat fericit pe Constantin Bogdánffy, episcop și martir. În 1949, când avea 38 de ani, el a fost consacrat episcop în clandestinitate și apoi arestat de regimul comunist din țara sa, România, fiind acuzat de conspirație. După patru ani de suferințe și umiliri, a murit în închisoare. Aducem mulțumiri lui Dumnezeu pentru acest eroic păstor care a pășit pe urmele Mielului până la sfârșit! Mărturia sa să-i mângâie și să-i întărească pe toți cei care și astăzi sunt persecutați din cauza Evangheliei.”